# كاردين نجوين
كاردين نجوين (بالإنجليزية: Cardin Do Nguyen)‏ هو مغني أمريكي، ولد في 1972 في مدينة هو تشي منه في فيتنام.

## وصلات خارجية
- الموقع الرسمي